# 維托·賈卡洛內

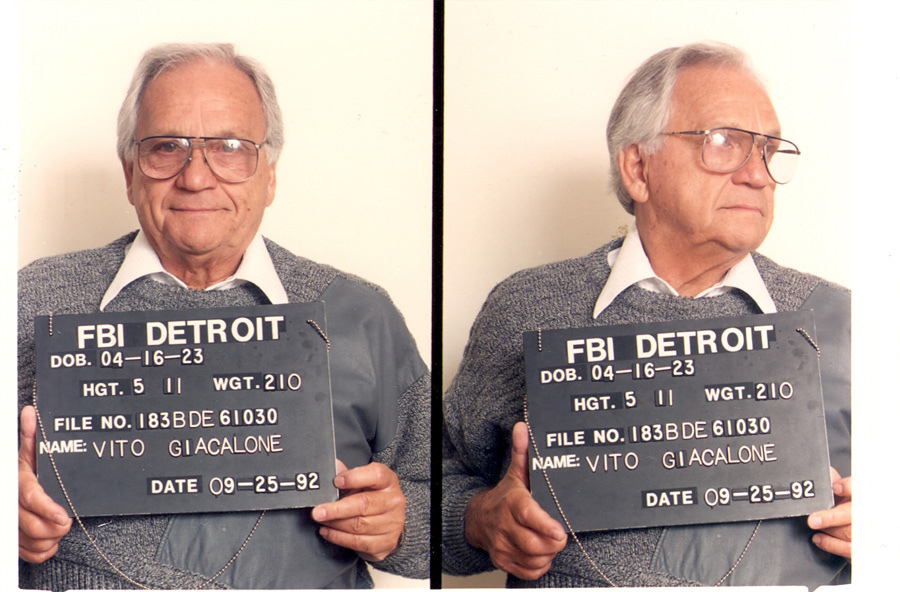
1992年的維托·賈卡洛內

維托·威廉·“比利·傑克”·賈卡洛內（英語：Vito William "Billy Jack" Giacalone；1923年4月16日—2012年2月19日）是一名底特律的美國犯罪組織人物，在底特律合夥企業中擔任角頭。他是安東尼·賈卡洛內的弟弟，安東尼也是底特律合夥企業的副頭目。
維托·賈卡洛內在1992年的法院文件中被描述為「在底特律「家族」的老大傑克·托科後的最重要人物」。此外，1992年美國國家稅務局（IRS）的一份文件稱賈卡洛內是「1975年貨車司機工會領袖吉米·霍法失蹤的主要嫌疑人之一」。